# Dool
Dool is een Nederlandse rockband uit Rotterdam. De bandnaam is Nederlands en is de gebiedende wijs van het werkwoord "dolen".

## Biografie

### Oprichting enHere Now, There Then(2015 tot 2018)
Dool werd in 2015 opgericht door Raven van Dorst (voorheen Elle Bandita), bassist Job van de Zande en drummer Micha Haring (beiden voorheen The Devil's Blood) en de twee gitaristen Nick Polak en Reinier Vermeulen. De band werd bekend bij het Nederlandse publiek tijdens een optreden op het Roadburn Festival in 2016, gevolgd door een platencontract bij het Duitse Prophecy Productions.
Het debuutalbum Here Now, There Then werd geproduceerd door Pieter Kloos en werd uitgebracht op 17 februari 2017. Ter promotie ervan verschenen in 2016 de singles 'Oweynagat' en 'She Goat', in 2017 de singles 'Vantablack' en 'Golden Serpents'. Het album haalde een bescheiden notering in de Nederlandse albumlijst maar bereikte nummer 46 in de Duitse albumlijst en werd door het Duitse tijdschrift Metal Hammer bekroond als beste debuutalbum van het jaar. In het voorjaar van 2017 ging Dool op tournee door Europa als voorprogramma van de Poolse folkrockband Me and That Man. In de zomer deden ze hun eigen headliner-tour en stonden ze op het Metaldays Festival. Een jaar later speelde Dool op de festivals Graspop Metal Meeting, Wacken Open Air, With Full Force, FortaRock Festival en Autumn Moon.
Eerste single 'Oweynagat' haalde nergens een hitnotering, maar wordt sinds 2019 wel gekozen in de Snob 2000.

### Love Like BloodenSummerland(2019 tot 2023)
Op 17 mei 2019 kwam de ep Love Like Blood uit, met daarop een cover, in een tragere versie, van het nummer van Killing Joke en twee live opnames van 'She Goat' en 'In Her Darkest Hour' van het optreden op het Rock Hard Festival 2018.
Dool speelde in 2019 op Hellfest in Frankrijk. Reinier Vermeulen verliet later de band. Zijn opvolger was Omar Iskandr, waarmee Dool haar tweede studioalbum Summerland opnam. Het album werd geproduceerd door Martin Ehrencrona en werd uitgebracht op 10 april 2020. Eerder verschenen de singles 'Sulphur & Starlight' en 'Wolf Moon'.
Volgens Raven van Dorst was er niet geprobeerd om radiohits te schrijven: "De nummers duren soms acht minuten, tien minuten, dus je kan het niet op de radio draaien". Het Duitse tijdschrift Rock Hard selecteerde Summerland als album van de maand en kreeg van hoofdredacteur Boris Kaiser de hoogste beoordeling van tien.
Summerland kwam de Duitse albumlijst binnen op nummer negen. Het Duitse online magazine laut.de plaatste Summerland op de zesde plaats in de lijst van de 25 beste metalalbums van het jaar. De bijbehorende tour moest afgelast worden vanwege de coronapandemie. Wel werd in februari 2021 het Nederlandse tv-publiek verrast door een liveversie van het nummer 'Wolf Moon' in het VPRO-programma On Stage. In september 2021 ging Dool alsnog op tournee en speelde op diverse festivals en in concertzalen in acht Europese landen.
Op 24 november 2023 bracht Dool het album Visions of Summerland uit, een liveregistratie van het optreden in de Rotterdamse Arminiuskerk op 23 december 2022.

### The Shape Of Fluidity(2024)
Op 19 april 2024 bracht de band het album The Shape of Fluidity uit, dat anders dan de vorige albums door de drie bandleden Raven van Dorst, Nick Polak en Omar Iskandr geschreven werd. Het album gaat over het zoeken naar je eigen identiteit in een steeds veranderende wereld. Op persoonlijk vlak over de verandering van als intersekse geboren Raven van Dorst maar ook in algemenere zin over de steeds snellere veranderende wereld waarmee iedereen geconfronteerd wordt en de invloed die dat heeft op ieders identiteit. 
Het Duitse tijdschrift Rock Hard selecteerde dit derde studio album opnieuw als album van de maand en kreeg in navolging van het vorige studioalbum eveneens tien punten. Het album stond één week in de Duitse albumlijst op nummer 17.

## Discografie

### Albums
| Album met eventuele hitnotering(en) in de Nederlandse Album Top 100 | Datum van verschijnen | Datum van binnenkomst | Hoogste positie | Aantal weken | Opmerkingen     |
| ------------------------------------------------------------------- | --------------------- | --------------------- | --------------- | ------------ | --------------- |
| Here Now, There Then                                                | 17-02-2017            | 25-02-2017            | 147             | 2            | 46 in Duitsland |
| Love Like Blood                                                     | 17-05-2019            |                       |                 |              | ep              |
| Summerland                                                          | 10-04-2020            |                       |                 |              | 9 in Duitsland  |
| Visions of Summerland                                               | 24-11-2023            |                       |                 |              | livealbum       |
| The Shape Of Fluidity                                               | 19-04-2024            | 27-04-2024            | 71              | 1            | 17 in Duitsland |